# El Agrado
El Agrado è un comune della Colombia facente parte del dipartimento di Huila.
Il centro abitato venne fondato da José Antonio Barreiro nel 1837.